# Кермезенешть
Кермезенешть, Кермезенешті (рум. Cărmăzănești) — село у повіті Хунедоара в Румунії. Входить до складу комуни Гурасада.
Село розташоване на відстані 324 км на північний захід від Бухареста, 27 км на північний захід від Деви, 113 км на південний захід від Клуж-Напоки, 110 км на схід від Тімішоари.

## Населення
За даними перепису населення 2002 року у селі проживали 143 особи, усі — румуни. Усі жителі села рідною мовою назвали румунську.